# 골로사이인들에게 보낸 편지

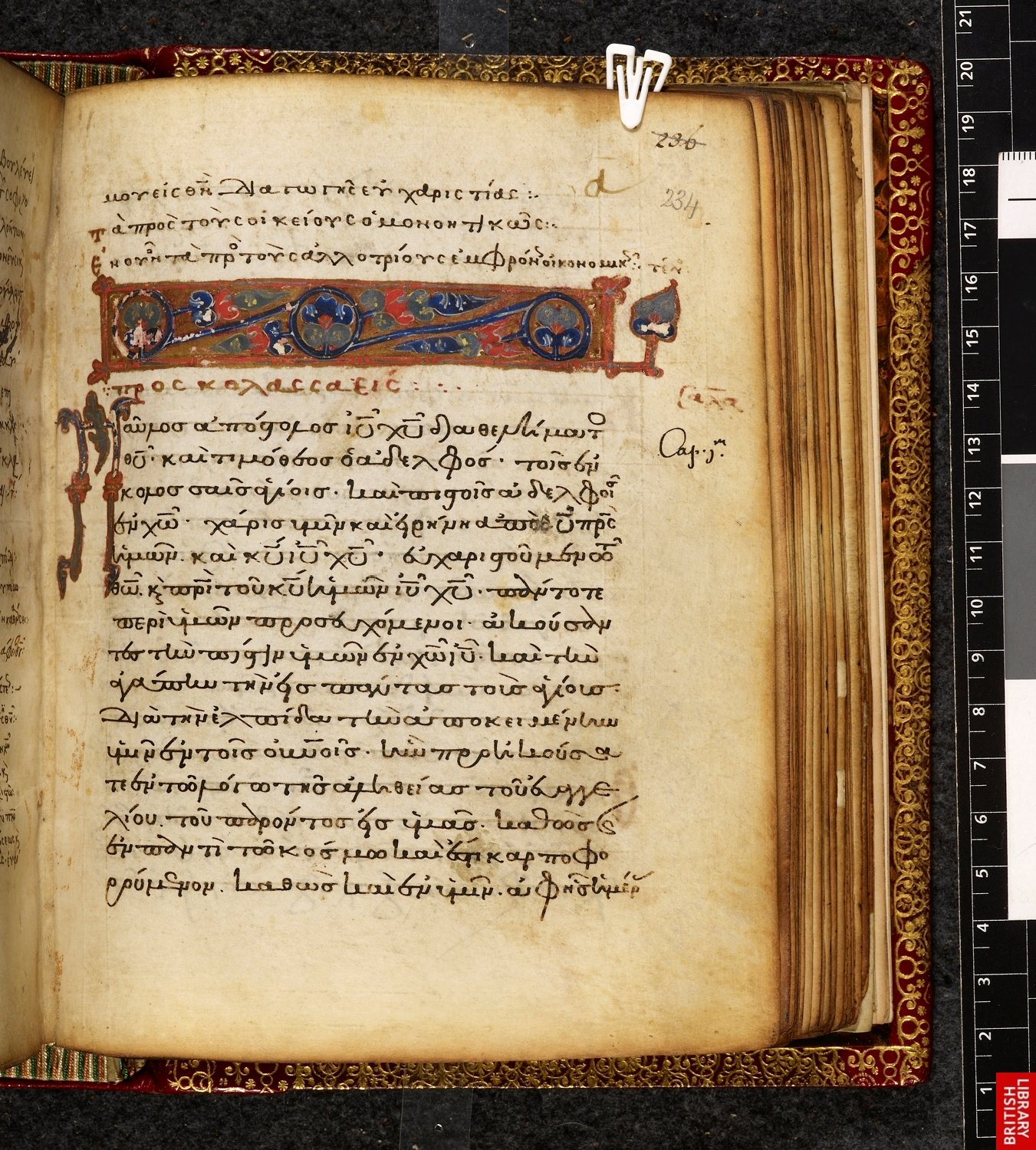

골로사이인들에게 보낸 편지(Epistle to the Colossians)는 기독교의 신약성경 중 한 권이다. 콜로새서는 사도 파울로스가 콜로새 신자들에게 보내는 형식으로 되어 있는 서신서이지만, 일부 성서학자들은 바오로의 제자들이 파울로스의 이름을 빌려서 쓴 위서로 이해한다. 천주교 성경에서는 "콜로새 신자들에게 보낸 서간", 개신교 한글개역판에서는 "골로새서"로 표기되어 있다.

## 배경
골로새서는 바울이 로마에서 투옥되었을 때에 쓰여졌다.(사도행전 28장 16절, 30절) 연도로는 AD 57년 봄으로 여겨지나, 학자들에 따라서는 AD 62년이라 주장하기도 하며, 에베소서를 쓴 후 얼마 안되어 쓰였다.
파울로스의 다른 많은 편지들처럼, 이 편지도 그 지역의 교회에 대한 소식을 들어 (1,4-8) 쓰여진 것으로 보인다. 이 편지의 주요 목적은 잘못된 가르침(이단)을 배격하기 위한 것이다. 편지의 내용에는 골로사이 지역에서 기독교에 신비주의와 금욕주의와 같은 사상들을 더하려는 사람이 있음을 말하고 있다. 또한 "초하루, 안식일"(2,16)과 같은 유대교의 관습들도 콜로새 지역에 들어와 있는 것으로 보인다.

## 내용
파울로스의 다른 편지들처럼, 골로사이인들에게 보낸 편지는 교리에 관련된 부분과 실제적인 가르침으로 구성되어 있다. 에베소서와 가장 비슷한 책이며 골로새서 2장의 경우는 에베소서에서 없던 철학과 과학에 대한 경고에 대해서는 고린도전서 1장을 인용했다.
1장과 2장에서는 교리에 대한 내용으로서, 바오로는 예수 그리스도를 통해서만 완전해질 수 있다는 것을 말하고 있다.
3장과 4장에서는 실제적인 가르침들을 적고 있다. 3장 1절-4절에서는 세상이 아닌 하늘의 것을 생각하라 당부하며, 5절-9절에서는 죄악된 본성을 버리라는 명령을 하고 있다. 10절-17절에서는 새로운 사람으로서 살아갈 것을 말하고 있다. 또한 남편과 아내, 부모와 자녀, 주인과 종의 관계에서 해야 할 것들을 말하고 있으며 (3장 18절-4장 1절) 항상 기도할 것과 믿지 않는 사람에게 전도할 것을 말하고 있다(4장 2절-6절). 또한 교회 안에 성경 공부에 따른 지혜는 물론 세상 공부에 대한 것과 세상을 살아가는 것에 대하 지혜 모두를 말하고 있다. (4장 5절)
4장 7절부터 마지막까지는 인사말을 담고 있다. 편지를 전하는 사람은 티키코이다(4,7). 그는 에페소 교회에 편지를 전한 사람이기도 하다. 10절부터 14절에서는 여러 사람의 인사를 담고 있으며, 16절에서는 이 편지를 소아시아의 일곱 교회중 하나인 라오디케아 교회에도 같이 읽게 해 달라는 요청을 하고 있다(이 요청을 근거로 라오디케아서는 위경으로 판단되고 있다.).

## 진위 여부
Raymond Brown의 《An Introduction to the New Testament》(New York: Doubleday, 1997, p. 610)에 따르면, “현재 학계의 60% 정도는 이 편지가 바오로이 쓴 것이 아니라고 믿는다”라고 한다. 이는 언어와 문체, 사상적인 면에서 바오로가 썼다고 대체로 믿어지는 글(테살로니가전서 등)과 차이가 있다는 것이다. 성서학자 르네 지라르도 골로새서를 티모테오전서와 티모데오후서와 더불어 바울의 제자들이 쓴 제2의 바오로 서신서로 보고 있다. 그러나 이것은 동일인이 쓴 글도 차이가 있을 수 있다는 것으로 설명될 수도 있다. 즉, 바오로는 수사학을 상황에 맞게 쓸 수 있는 사람이었으므로 내용이 다르다고 해서 바오로가 쓴 글이 아니라고 이해할 수는 없다는 설명이다.